# Constitution de la Nouvelle-Galles du Sud
Lire en ligne

Consulter

La Constitution de la Nouvelle-Galles du Sud est le texte législatif qui fixe l’organisation des institutions de l’État de la Nouvelle-Galles du Sud en Australie.

## Contenu
La Constitution de Nouvelle-Galles du Sud ne contient pas de préambule, mais commence directement par une première partie titrée « Preliminary ».

### Partie 1 – Propos liminaires
Cette première partie est divisée en quatre articles. Le premier est relatif à la dénomination de l’Act. L'article 2 porte le titre de « reconnaissance du peuple aborigène » et dispose :

« (1) Le Parlement, au nom du peuple de Nouvelle-Galles du Sud, reconnaît et honore le peuple aborigène comme étant la premier peuple et la première nation de l’État.
(2) Le Parlement, au nom du peuple de Nouvelle-Galles du Sud, reconnait que le peuple aborigène, en tant que gardiens traditionnels et occupants des terres de Nouvelle-Galles du Sud :

(a) a une relation spirituelle, sociale, culturelle et économique avec ses terres et eaux traditionnelles, et
(b) a par le passé, et continue, apporté une contribution unique et durable à l'identité de l’État.

(3) Rien dans le présent article ne crée de droit ou d'obligation, ou donne lieu ou concerne aucune cause d'action civile ou donne le droit d'examiner une décision administrative, ou n'affecte l'interprétation d'une loi ou du droit en vigueur en Nouvelle-Galles du Sud. »

« (1) Parliament, on behalf of the people of New South Wales, acknowledges and honours the Aboriginal people as the State’s first people and nations.
(2) Parliament, on behalf of the people of New South Wales, recognises that Aboriginal people, as the traditional custodians and occupants of the land in New South Wales:

(a) have a spiritual, social, cultural and economic relationship with their traditional lands and waters, and
(b) have made and continue to make a unique and lasting contribution to the identity of the State. 

(3) Nothing in this section creates any legal right or liability, or gives rise to or affects any civil cause of action or right to review an administrative action, or affects the interpretation of any Act or law in force in New South Wales. »

L'article 2(3) est un tempérament aux contenu des deux premières sections de l’article.
Enfin, l'article 4 définit le territoire auquel s'applique la Constitution : 

« Aux fins de la présente constitution, les limites de la Nouvelle-Galles du Sud comprennent toute la partie de l'Australie se trouvant entre le cent vingt-neuvième et cent cinquante-quatrième degrés de longitude est, à compter du méridien de Greenwich et au nord du quarantième degré de latitude sud, y compris toutes les îles voisines dans l'océan Pacifique au sein de la susdite latitude, et comprenant également l'île Lord Howe, à l'exception des territoires compris dans les limites de l'Australie-Méridionale, Victoria, Queensland, telles qu'actuellement établiees. »

« For the purposes of this Act, the boundaries of New South Wales shall comprise all that portion of Australia lying between the one hundred and twenty-ninth and one hundred and fifty-fourth degrees of east longitude, reckoning from the meridian of Greenwich and northward of the fortieth degree of south latitude, including all the islands adjacent in the Pacific Ocean within the latitude aforesaid, and also including Lord Howe Island, save and except the territories comprised within the boundaries of South Australia, Victoria, and Queensland, as at present established. »

Cependant, l'article ne délimite pas la frontière nord du territoire avec l’État de Victoria. Pour cela, la Constitution renvoie à une proclamation publiée dans le journal officiel (Gazette) n° 22 du 15 février 2006.

## Sources

## Compléments